# 塩飽お舟唄
塩飽お舟唄（しわくおふなうた）は、瀬戸内海に面した香川県の塩飽諸島に伝わる民謡、歴史的歌謡、祝祭歌、祝祭行事で、「御船歌」（おふなうた）の一つ。21世紀現在に現存して歌われているのは、香川県坂出市だけである。

## 歴史
一般に「御船歌（おふなうた）」という名称で呼ばれる中世・近世の祝い事全般の歌謡・民謡のうち、特に豊臣秀吉時代以降、瀬戸内海地方に伝わり、新造民間船の進水式に祝賀唄として歌われてきた。
地元中学校の記念誌には、由来が以下のように記されている。
2010年代においては、「塩飽お舟唄保存会」の会員が瀬戸内国際芸術祭のセレモニーの際に歌った事例がある。

記念石碑に記された歌詞。

## 塩飽お舟唄記念石碑
1992年（平成4年）2月3日、唯一「塩飽お舟唄」が町を挙げて伝承されている香川県坂出市瀬居町に、塩飽お舟唄記念石碑が建立された。同石碑は、同町本浦集落、八幡神社と坂出市立瀬居中学校の間に位置する。瀬戸内国際芸術祭のセレモニーの際に歌ったのも、この記念石碑に刻まれている塩飽お舟唄の歌詞と全く同じ歌詞と伝統的な歌い方であった。

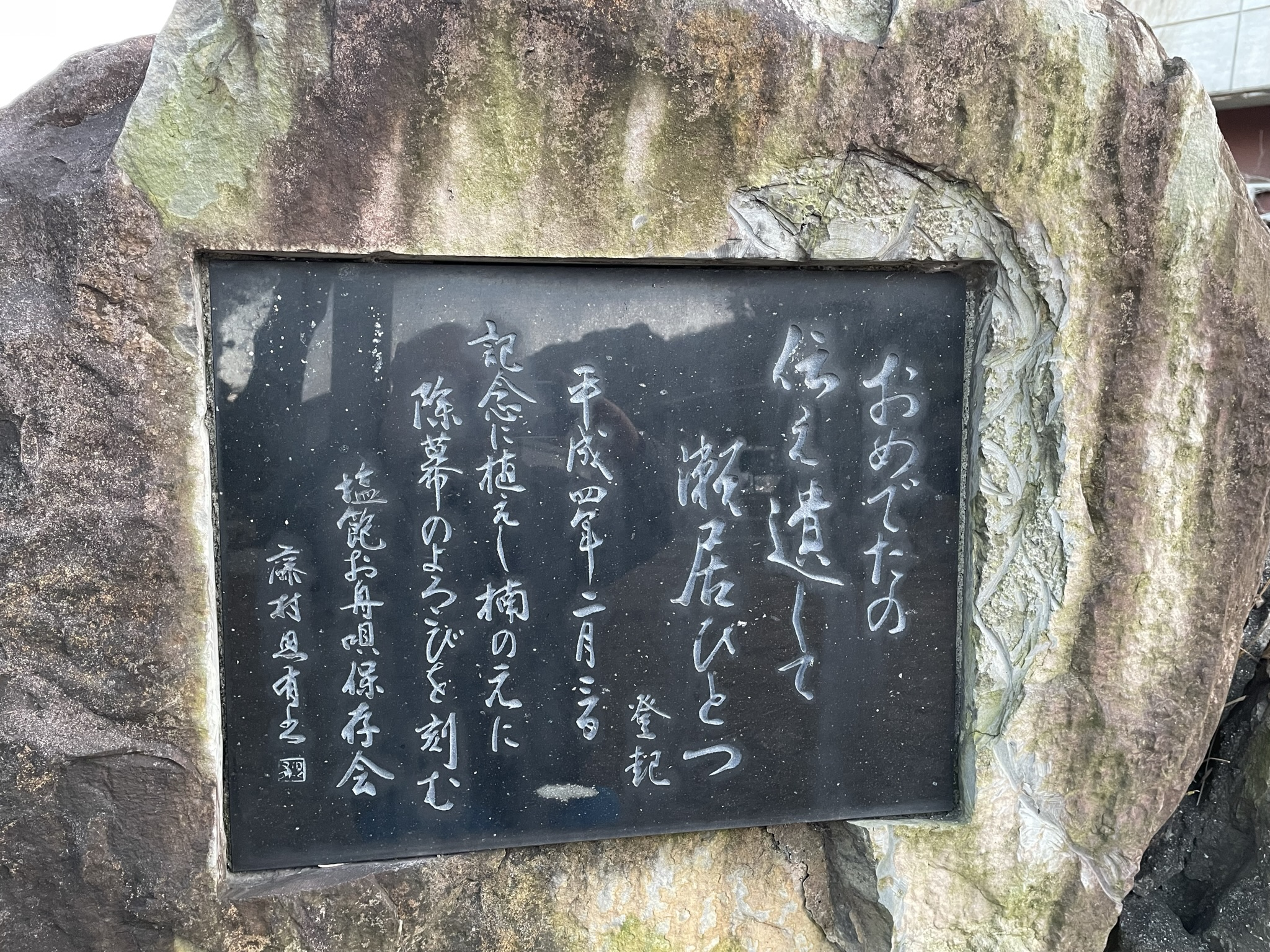
記念石碑 (1)

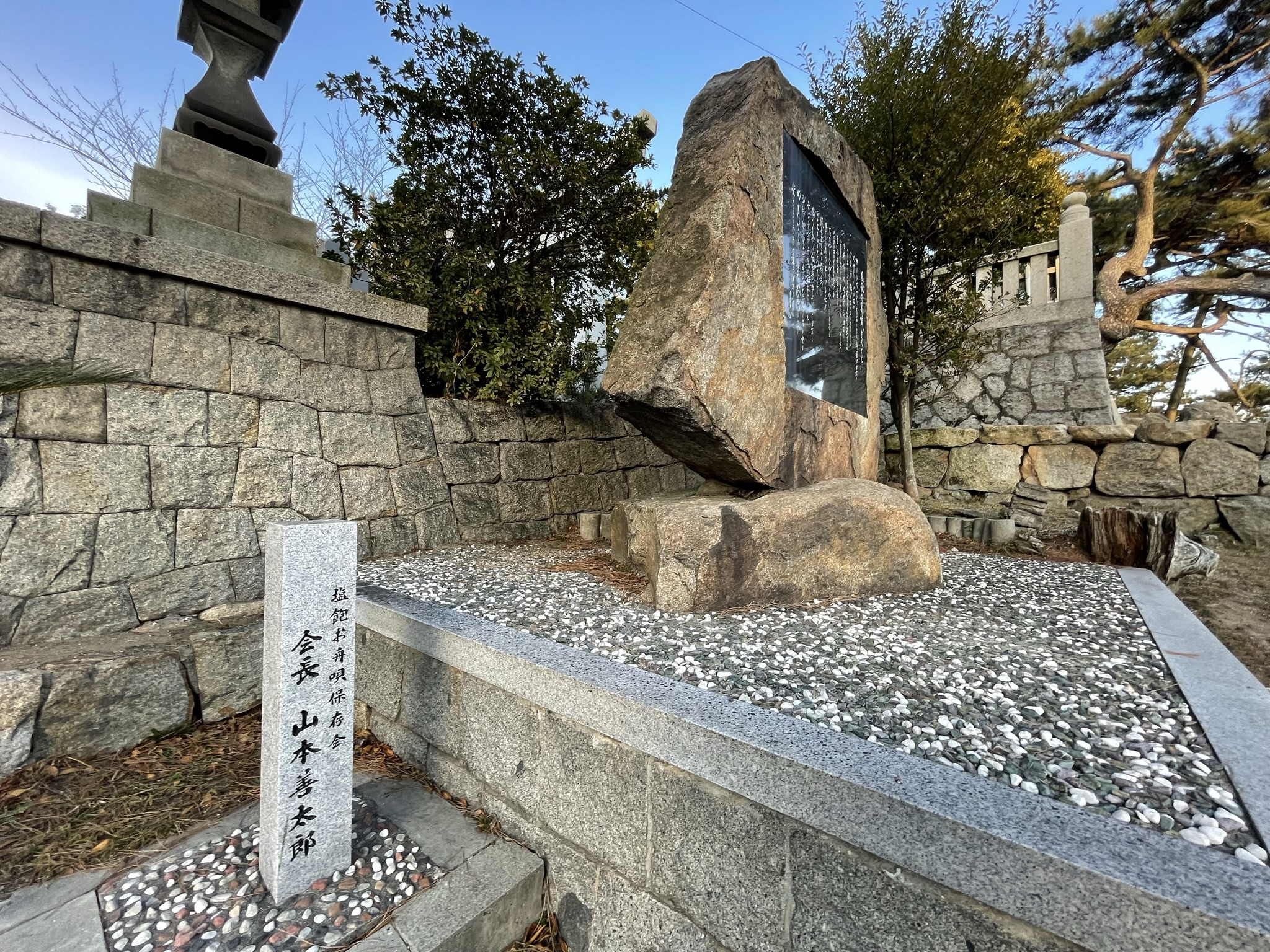
記念石碑 (2)